# Воскресенская церковь на Смоленском кладбище
Церковь Воскресе́ния Христова (Воскресе́нская церковь) — православный храм на Васильевском острове в Санкт-Петербурге, на нечётной стороне Камской улицы, у входа на Смоленское православное кладбище. Принадлежит Санкт-Петербургской епархии, приписан к Смоленской церкви. Храм стилизован под московское барокко. Построен в 1903 году, действовал до 1930 года, после чего был закрыт и использовался под различные хозяйственные нужды до 1991 года. С 1991 года и по настоящее время восстанавливается. Открыт ежедневно, богослужения совершаются ежедневно.

## История

### Российская империя
В 1857 году на Смоленском православном кладбище, в связи с его расширением, было решено построить Успенскую церковь, третью по счёту. Её проект составил архитектор Давид Гримм в византийском стиле в подражание Софийскому собору в Константинополе. Проект был утверждён только в 1884 году, однако деньги на строительство собрать не удалось. Через пятнадцать лет архитектор В. А. Демяновский составил новый проект церкви, причём она уже называлась Воскресенской и решена в совсем нехарактерном для того времени стиле нарышкинского барокко — конца XVII и начала XVIII столетий. Проект утвердили и церковь была заложена 16 июня 1901 года на месте двухэтажного деревянного дома, где много лет помещалась кухмистерская, посетители которой, поминая своих родных и знакомых, нередко нарушали тишину «непристойными воплями и беспорядочным поведением».
Чин основания храма совершил митрополит Санкт-Петербургский и Ладожский Высокопреосвященный Антоний, которому сослужили архимандрит Антонин, кафедральный протоиерей И. А. Соболев, благочинный протоиерей А. И. Хойнацкий, протоиерей А. И. Исполатов, настоятель местной Смоленской кладбищенской церкви протоиерей А. И. Сперанский и весь причт, при пении Александро-Невского Владычного хора.
В состав строительной комиссии под председательством настоятеля Смоленской церкви протоиерея А. И. Сперанского вошли члены причта, церковный староста М. Ф. Крутиков, архитектор В. А. Демяновский, совещательный член профессор Академии художеств архитектор Михаил Преображенский; подрядчиками строительных работ были гражданские инженеры Я. Я. Брусов и М. А. Евментьев; стоимость работ по постройке и оборудованию храма дошла до 200 тыс. рублей.
16 июня 1903 года епископом Гдовским Константином (Булычёвым) был освящён правый боковой придел во имя иконы Божией Матери «Утоли Моя Печали».
30 июня 1903 года епископом Нарвским Антонином (Грановским) был освящён левый придел во имя Всех Святых.
2 мая 1904 года в Неделю о слепом был освящён и главный престол в честь Воскресения Христова. Его украшал золочёный резной барочный иконостас с мозаичными образами по эскизам художника Виктора Васнецова. Чин освящения храма, как и ранее чин его основания, совершил митрополит Антоний в сослужении епископа Ямбургского преосвященнейшего Сергия, наместника лавры архимандрита Корнилия и ризничего архимандрита Гедеона, благочинного протоиерея П. П. Виноградова, настоятеля протоиерея А. И. Сперанского, архидиакона Иоанна и местного причта при пении Александро-Невского Владычного хора. Храм был заполнен молящимися, как и площадки вокруг него; на богослужении присутствовали градоначальник генерал-лейтенант Иван Фуллон, вице-адмирал Владимир Верховский, почётная попечительница Ксениинского Дома трудолюбия княгиня Н. А. Барятинская, графиня Е. П. Гейден и другие.
Церковь представляет собой неоштукатуренное здание из красного кирпича и имеет форму корабля, его венчали три купола. Три придела внутри разделены глухими перегородками и по сути являются изолированными церквями. Углы фасада украшены по горизонтали белыми полосками, окна украшены лепниной в русском стиле.

### Советский период
10 августа 1921 года в Воскресенской церкви отпевали Александра Блока. Церемонию погребения и заупокойную службу провёл настоятель церквей Смоленского кладбища протоиерей о. Алексей Западалов. Весной 1923 года храм, как и почти все другие церкви Петрограда, был захвачен обновленцами.
С 1929 года в Ленинграде началась кампания по массовому закрытию церквей. На Смоленском кладбище первым был закрыт Воскресенский храм. Так, в ноябре 1929 г. Василеостровский исполком принял постановление о ходатайстве перед Ленсоветом о закрытии храма и передаче его здания Ленинградскому областному союзу потребительских обществ (ЛСПО) под перепрофилирование в склад хлебопродуктов. Не без давления советских властей собрание бюро уполномоченных двадцаток церквей Смоленского кладбища 2 декабря 1929 года решило временно передать храм государству, пока в нём у властей не отпадёт надобность и 7 января 1930 г. президиум Ленсовета постановил церковь закрыть и передать здание ЛСПО, что и было выполнено через несколько дней. ЛСПО помещения принял, но не использовал ввиду «неудобства местоположения» и поэтому 14 апреля 1930 г. отдел коммунального хозяйства Леноблисполкома ходатайствовал перед Президиумом Ленсовета о разборке здания на кирпичи. Храм опосредованно спас Горный институт, который ввиду относительной близости месторасположения на Васильевском острове в мае 1930 года занял пустующие помещения по договору с райжилкоммунотделом коллекциями музея Главного геолого-разведочного управления, вследствие чего ходатайствам о сносе было отказано. 9 апреля 1934 года проводилась проверка выполнения решения Леноблисполкома о закрытии храма и согласно её акту помещения использовались Центральным научно-исследовательским геолого-разведочным институтом, а подвал — овощехранилищем, при этом все купола и главка уже были снесены, а внутреннее убранство и церковные ценности или изъяты или уничтожены.
После Великой Отечественной войны в здании разместили общежитие, а также цех ремонтного завода «Сокол». В 1977 году в здании храма стали обустраивать насосную станцию. В ходе работ сломали своды в подвале и сделали металлические конструкции. В 1989 году работы были остановлены.

### Постсоветское время
13 июня 1991 года зарегистрирована церковная община и в 1995 году здание в руинах возвращено Санкт-Петербургской епархии. Работы по восстановлению храма в своём начале ознаменовались чудесным обретением списка иконы Божией Матери «Всех Скорбящих Радость» (с грошиками) конца XIX в., которую нашли при расчистке прилегающей территории. В первой половине 2010-х годов восстановлены купола. К 2016 году бетонный строительный забор заменён металлической решёткой.
26 декабря 2020 года придел во имя иконы Божией Матери «Утоли моя печали» освящён малым чином, после чего впервые после закрытия храма в 1930 году священнослужители совершили богослужение. Всенощное бдение возглавил Его Высокопреосвященство митрополит Санкт-Петербургский и Ладожский Варсонофий, а сослужили ему секретарь Управления епархии протоиерей Сергий Куксевич и настоятель протоиерей Евгений Шогенов с клиром и другими священнослужителями.
Первая за прошедшие 90 лет Божественная литургия в храме отслужена протоиереем Шогеновым в центральном приделе церкви 17 июля 2021 года, в день памяти Царственных страстотерпцев; в конце декабря 2021 года в главном приделе установлен иконостас. 29 октября 2023 года Святейший Патриарх Кирилл с многочисленными священнослужителями совершил великое освящение возрождённого храма Светлого Христова Воскресения и отслужил Божественную литургию в сопровождении хоров духовенства митрополии и Санкт-Петербургской Духовной академии.
Присутствовали и светские власти Санкт-Петербурга: губернатор Александр Беглов, председатель Заксобрания Александр Бельский, а также депутат Госдумы Михаил Романов.

## Усыпальница
В подвале храма были устроены склепы для захоронений на 176 мест, расположенных в два яруса. Подпол над усыпальницей постоянно проветривался за счёт наружного воздуха, который на выходе по воздуховодам собирался к двум вытяжным электрическим вентиляторам.
Далее приводится список погребённых в храме, составленный по работе В. И. Саитова. Добавлен М. М. Стасюлевич, который у Саитова не упоминается.
- Антонов, Владимир Матвеевич, сын генерал-майора Антонова М. А., р. 19 октября 1881, ск. 18 августа 1903.
- Антонов, Матвей Антонович, военный инженер, генерал-майор, р. 25 марта 1834, ск. 26 января 1909. Жена: Александра Дорофеевна, р. 28 февраля 1849, ск. 30 августа 1905.
- Косинский, Павел Дмитриевич, инженер-генерал, р. 2 января 1827, ск. 8 августа 1908.
- Лебедева, Юлия Александровна, урожд. Рейх, жена М. А. Лебедева; р. 26 июня 1858, ск. 20 апреля 1908.
- Лебедев, Михаил Алексеевич, почетный лейб-медик Двора Его Императорского Величества, доктор медицины, главный почетный член Покровской Общины, р. 16 октября 1845, ск. 20 апреля 1907.
- Лифлянд, Петр Михайлович, ст. сов., р. 25 мая 1828, ск. 30 октября 1905.
- Новинский, Александр Владимирович, пот. поч. гражданин ск. 11 мая 1908, на 55 г.
- Новинский, Александр Иванович, С.-Петербургский купец, ск. 19 февраля, 1856, на 68 г.
- Новинский, Владимир Александрович, коммерции советник, ск. 25 сентября 1908, на 79 г. Жена: Вера Антоновна ск. 1 января 1907, на 72 г.
- Новинский, Николай Владимирович, капитан л.-гв. Семеновского полка, ск. 23 декабря 1903, на 45 г.
- Огарев, Илья Федорович, генерал-майор, ск. 25 января 1890.
- Огарев, Михаил Ильич, ротмистр 18-го драгунского Клястицкого полка, сын И. Ф. Огарева; ск. 19 марта 1899.
- Папкова, Елена Яковлевна, ск. 15 июня 1903, в воскресенье. Погребена 12 октября 1903. С А. А. Папковым.
- Папков, Александр Адрианович, ск. 6 января 1860. Погребен 12 октября 1903. С Е. Я. Папковой.
- Сперанский, Алексей Иоаннович, протоиерей, строитель этого храма и настоятель; ск. 27 января 1906[16].
- Стасюлевич, Михаил Матвеевич (1826—1911) — русский историк и публицист, редактор журнала «Вестник Европы».
- Фесенко, Павел Осипович, р. 30 декабря 1849, ск. 26 мая 1906.
- Чистяков, Михаил Андреевич, доктор медицины, ск. 1 января 1909.
- Шляков, Павел Александрович, коммерции советник, ск. в Ментоне 20 января 1909. Погребен 2 февраля.

## Галерея
- План храма[17]
- Из брошюры 1904 г.
- Из брошюры 1904 г.
- Расписание богослужений, 27.07.2021
- Прототип здания в Москве